# Olaine
Olaine (alemán: Olai) es una villa letona, capital del municipio homónimo.
A 1 de enero de 2016 tiene 11 800 habitantes.
La localidad se formó en el siglo XX para acoger a los trabajadores de una turbera y adquirió rango de villa en 1967. Anteriormente, Olaine era el nombre de un pueblo situado a 2 km que ahora se llama Jaunolaine.
Se ubica unos 15 km al suroeste de Riga.